# Živa Falkner
Živa Falkner (* 7. Juli 2002) ist eine slowenische Tennisspielerin.

## Karriere
Falkner begann mit sechs Jahren das Tennisspielen und bevorzugt Sandplätze. Sie gewann während ihrer Karriere bisher zwei Titel im Einzel und fünf im Doppel auf der ITF Women’s World Tennis Tour.
Bei den Australian Open 2020 stand Falkner an der Seite von Matilda Mutavdzic im Finale des Juniorinnendoppel, das sie gegen Alexandra Eala und Priska Madelyn Nugroho mit 1:6 und 2:6 verloren.

## Turniersiege

### Einzel
| Nr. | Datum             | Turnier    | Kategorie | Belag | Finalgegnerin  | Ergebnis  |
| --- | ----------------- | ---------- | --------- | ----- | -------------- | --------- |
| 1.  | 6. September 2020 | Otočec     | ITF W15   | Sand  | Tina Cvetkovič | 6:0, 7:66 |
| 2.  | 9. Juni 2024      | Banja Luka | ITF W15   | Sand  | Luna Vujović   | 6:4, 6:4  |

### Doppel
| Nr. | Datum              | Turnier  | Kategorie | Belag     | Partnerin           | Finalgegnerinnen                      | Ergebnis          |
| --- | ------------------ | -------- | --------- | --------- | ------------------- | ------------------------------------- | ----------------- |
| 1.  | 24. September 2023 | Pula     | ITF W25   | Sand      | Katharina Hobgarski | Yasmine Mansouri Miriana Tona         | 6:1, 6:2          |
| 2.  | 20. Juli 2024      | Turin    | ITF W35   | Sand      | Pia Lovrič          | Julieta Lara Estable Fernanda Labraña | 1:6, 6:2, [12:10] |
| 3.  | 10. August 2024    | Zagreb   | ITF W50   | Sand      | Amarissa Tóth       | Lija Karatantschewa Sapfo Sakellaridi | 6:4, 6:3          |
| 4.  | 5. Oktober 2024    | Šibenik  | ITF W75   | Sand      | Amarissa Tóth       | Raluca Șerban Anca Todoni             | 2:1 Aufgabe       |
| 5.  | 11. Januar 2025    | Monastir | ITF W15   | Hartplatz | Elena Milovanović   | Marija Golowina Aruschan Saghandyqowa | 6:4, 6:4          |